# Triraphis longitergum
Triraphis longitergum är en stekelart som beskrevs av Chen och He 1997. Triraphis longitergum ingår i släktet Triraphis och familjen bracksteklar. Inga underarter finns listade i Catalogue of Life.